# Christine Charlotte zu Solms-Braunfels
Christine Charlotte zu Solms-Braunfels (* 10. November 1690 in Greifenstein; † 16. Oktober 1751 in Homburg vor der Höhe) war eine Gräfin zu Solms-Braunfels und durch Heirat Prinzessin von Hessen-Homburg.

## Leben
Christine Charlotte war eine Tochter des Grafen Wilhelm Moritz zu Solms-Braunfels (1651–1720) aus dessen Ehe mit Magdalene Sophie (1660–1720), Tochter des Landgrafen Wilhelm Christoph von Hessen-Homburg.
Sie heiratete am 3. Oktober 1722 in Braunfels ihren Cousin, den Prinzen Kasimir Wilhelm von Hessen-Homburg (1690–1726), der kurz nach der Geburt des dritten Kindes der Ehe erst 36-jährig starb. 1727 wurde ihr vom Reichskammergericht in Wetzlar die Regentschaft für ihren Sohn bestätigt.
Die Prinzessin kümmerte sich in ihrer Residenz Hötensleben um die Erziehung der beiden Kinder. 
Dazu bestellte sie als Hauslehrer den Theologen August Friedrich Sack, der die Ausbildung des Prinzen 1729 in seinem Werk Conseils d'un ami à jeune homme qui entre dans le monde zusammenfasste.
1742 wurde ihr Bruder Friedrich Wilhelm in den Reichsfürstenstand erhoben und vier Jahre später wurde ihr Sohn Landgraf von Hessen-Homburg.

## Nachkommen
- Friedrich IV. Karl (1724–1751), Landgraf von Hessen-Homburg

⚭ 1746 Prinzessin Ulrike Luise zu Solms-Braunfels (1731–1792)
- Eugen (*/† 1725)
- Ulrike Sophie (1726–1792)